# Vaccinium hybridum
Vaccinium hybridum là một loài thực vật có hoa trong họ Thạch nam. Loài này được Czerep. miêu tả khoa học đầu tiên.